# Zentralrat der umherschweifenden Haschrebellen
Der Zentralrat der umherschweifenden Haschrebellen, auch kurz Haschrebellen oder umherschweifende Haschrebellen, zuweilen fälschlich als „herumschweifende Haschrebellen“ bezeichnet, war eine linksextreme, teilweise militante Organisation seit Ende der 1960er Jahre in West-Berlin. Aus dem Milieu der sich hauptsächlich im Jahr 1969 ironisch so bezeichnenden Gruppe entstand später die linksterroristische Gruppe Tupamaros West-Berlin. Die Haschrebellen profilierten sich durch ihre Unterstützung zunehmend radikaler Protest- und Aktionsformen gegen den westdeutschen Staat bzw. den West-Berliner Senat und seine Repräsentanten (vor allem aus Polizei und Justiz).
Zusammen mit den Tupamaros West-Berlin und den Schwarzen Ratten gehörten die Haschrebellen zu einer auch als Berliner Blues bezeichneten Untergrundbewegung, die aus der Haschischszene der Stadt hervorgegangen war. Diese war eher anarchistisch orientiert. Ihre Proteste richteten sich ursprünglich hauptsächlich gegen die damalige restriktive Drogenpolitik des Berliner Senats, insbesondere die zahlreichen Rauschgiftrazzien in Szenekneipen. Die einzelnen, zumeist lose formierten Gruppen des „Blues“ sind jedoch nicht – wie es gelegentlich geschieht – streng voneinander zu unterscheiden, handelt es sich doch eher um wechselhafte Bezeichnungen für mehr oder weniger den gleichen, lockeren Kreis von Personen. Ab November 1969 setzte sich teilweise die auf eine ausgeweitete politische Programmatik und spektakulärere Aktionen hindeutende Eigenbenennung Tupamaros West-Berlin durch, dennoch war weiterhin auch von den Haschrebellen die Rede. Vor allem durch ihre zunehmend aggressive Rhetorik, ihre kritische Haltung gegenüber Israel und ihre Legitimierung und Anwendung von Gewalt bei Anschlägen mit Brand- oder Sprengsätzen oder bei Schusswaffengebrauch wurde diese Bewegung zu einer wichtigen Übergangserscheinung zwischen den Protesten der Außerparlamentarischen Opposition (APO) und den terroristischen Aktivitäten der Rote Armee Fraktion sowie der Bewegung 2. Juni.
Zu den bekanntesten Mitgliedern der Gruppierung gehörten Dieter Kunzelmann, Ralf Reinders, Michael „Bommi“ Baumann, Ronald Fritzsch, Norbert „Knofo“ Kröcher, Bodo Saggel, Bernhard Braun, Georg von Rauch und Thomas Weisbecker. Die gewaltsamen Tode Rauchs und Weisbeckers zwischen Dezember 1971 und März 1972 (beide wurden beim Versuch der Festnahme durch Polizisten erschossen) führten dann unmittelbar zur Bildung der Bewegung 2. Juni.

## Vorgeschichte
Eine Vorstufe des „Zentralrats der umherschweifenden Haschrebellen“ entwickelte sich aus einem Kommuneexperiment in der Wielandstraße in Berlin-Charlottenburg heraus. Hauptmieter der betreffenden Wohnung war der Rechtsanwalt Otto Schily. Die als „Wielandkommune“ bekannt gewordene Gruppe von bis zu 20 Personen, der unter anderem Georg von Rauch und Michael Baumann angehörten, praktizierte dabei nach dem Vorbild der Kommune 1 (K1) einen bewusst antibürgerlichen Lebensstil, wobei man sich als Avantgarde einer grundlegenden gesellschaftlichen Veränderung begriff. Drogen und sexuelle Experimente waren an der Tagesordnung; den Lebensunterhalt erwarb man durch den Druck und Verkauf primär sozialistischer Klassiker und routinemäßigen Ladendiebstahl in Supermärkten („proletarischer Einkauf“).
Aus Kontakten der Wielandkommune mit Mitgliedern der K1 und einer weiteren Wohngemeinschaft in der Nimrodstraße in Berlin-Waidmannslust um Reinders und Fritsch bildete sich im ersten Halbjahr 1969 jedoch ein loser Kreis, für den der Konsum von Haschisch und „Einklaufen“ nur Ausgangspunkte für noch entschiedenere Angriffe auf die bestehende Gesellschaftsordnung sein konnten. Das Kommuneexperiment sollte dabei in eine kämpfende politische Praxis überführt werden. In dieser sollte es nicht mehr nur spontane, oft dilettantisch ausgeführte Gewaltaktionen (wie Steine werfen etc.) geben, sondern besser organisierte, gezielte, auch gefährlichere Angriffsformen.
Tatsächlich mehrten sich in ganz West-Berlin bereits im Winter 1968/1969 die Brandanschläge auf Justizeinrichtungen, Konsulate, Polizeistationen sowie auf Richter und Staatsanwälte. Dabei kam es auch zu einem Konkurrenzkampf einzelner linker Gruppen über den Anspruch, die radikalsten Aktionen durchgeführt zu haben. Diese oft kleinlichen Rivalitäten waren ein allgemeiner Trend dieser Zeit: Die APO begann nach dem Wegfall ihrer charismatischen Identifikationsfigur Rudi Dutschke und dem Scheitern der Proteste gegen die Notstandsgesetze aufgrund langzeitiger ideologischer Differenzen in der zweiten Jahreshälfte 1968 in zahlreiche einzelne Fraktionen zu zerbröseln. Ein deutliches Anzeichen hierfür war der Zerfall des SDS, der spätestens im September desselben Jahres mit der sukzessiven Abspaltung der K-Gruppen begann.
Mitverantwortlich für die partielle Bereitschaft zur Radikalisierung waren die von Gewalt gekennzeichneten Ereignisse des Jahres 1968: das Attentat auf Dutschke und die anschließenden Oster-Proteste der APO (vor allem vor dem Verlagshaus des Springer-Konzerns in der Kochstraße in Berlin-Kreuzberg), das brutale Vorgehen der französischen Polizei gegen Demonstranten während des Pariser Mai sowie die bald berüchtigte „Schlacht am Tegeler Weg“ in Berlin-Charlottenburg vom 4. November 1968. Dort war es anlässlich eines Ehrengerichtsverfahrens gegen den Rechtsanwalt Horst Mahler zur bis dahin schwersten Konfrontation von Demonstranten mit der Berliner Polizei mit zahlreichen Verletzten auf beiden Seiten gekommen.
Die zweite wichtige Entwicklung des Jahres 1968/1969, die zur Formierung der Haschrebellen beitrug, war die immer stärkere Verbreitung illegaler Rauschmittel in Berlin und anderen deutschen Städten. Das galt besonders für Erzeugnisse aus Cannabis (Haschisch und Marihuana), aber auch für Halluzinogene wie LSD und Meskalin. Die Bedeutung dieses Trends wurde innerhalb der linken Protestbewegung kontrovers diskutiert. Die einen sahen ihn als destruktiv oder gar konterrevolutionär an, da Rauschmittelkonsum die politische Handlungsfähigkeit der Menschen lähme und der An- und Verkauf der Drogen selbst durch Kleinstdealer die Abhängigkeit stiftenden Marktgesetze des Kapitalismus fortschreibe. Dem hielt man aus Kreisen der Haschrebellen entgegen, dass Rauschzustände bewusstseinserweiternd wirkten und daher jenseits dröger Ideologiedebatten das Potenzial hätten, Menschen auf ihre Entrechtung aufmerksam zu machen, und so zum Widerstand animieren könnten. Dadurch erblickte man auch die Möglichkeit, revolutionäre Gedanken in einer „proletarischen“ Subkultur zu verankern und damit deren Kluft zur akademischen APO und zur aktionistisch-anarchistischen Kommunebewegung zu überwinden. Die unterschiedlichen Sichtweisen, wie oft wie viel gehascht werden durfte, entluden sich wiederholt in schweren Konflikten innerhalb der erwähnten Kommunen. Mehrfach endeten diese damit, dass Vertreter der „Haschfraktion“ vor die Tür gesetzt wurden.
Rebellenromantik und Bereitschaft zu radikaleren Aktionen sowie der unbedingte Wunsch, das „Recht auf den eigenen Rausch“ verteidigen zu wollen, wirkten so bald in explosiver Weise zusammen. Angeregt von der Stadtguerilla-Idee der Tupamaros in Uruguay und den antiimperialistischen und sozialrevolutionären Schriften linker Vordenker wie Che Guevara, Mao Zedong, Régis Debray und Robert F. Williams, schlussfolgerte man im Umkreis der Wielandkommune nun, dass nur eine Avantgarde revolutionärer Kämpfer in den Großstädten des Westens das politische System verändern und so zu wahren Pendants und Verbündeten der Befreiungsbewegungen in der 3. Welt werden könne.
Als Voraussetzung für das Funktionieren der Aktionen solcher rebellischer Gliederungen wurden die Aufgabe von Überbleibseln einer bürgerlichen Existenz (wie etwa einer festen, offiziellen Wohnadresse) und die Bereitschaft zur Anwendung von offener Gewalt gegenüber Repräsentanten und Institutionen des Staates und seiner „Verbündeten“ betrachtet. Der aus der Wielandkommune hervorgegangene Kreis von Stadtguerilleros erhielt von Dieter Kunzelmann im Frühsommer 1969 in bewusst ironischer Brechung die Bezeichnung Zentralrat der umherschweifenden Haschrebellen, wobei dieser Name einen Organisationsgrad suggerierte, der anfänglich nicht vorhanden war. Die Mitglieder der Haschrebellen sollten dabei nicht nur rein gedanklich bald in den „Untergrund“ gehen, sie verübten vielmehr in den folgenden drei Jahren auch öfters schwere Straftaten. Michael Baumann resümierte später über diese Zeit: „Dieser Terrorismus, da war gerade in der Zeit der Wieland ein Fortschritt zu erkennen. Das war wichtig, dass wir da weiter gemacht haben.“

## Geplanter Anschlag bei Nixon-Besuch
Eine der ersten Aktionen der später so genannten „Haschrebellen“, die über den bisherigen Rahmen sporadisch gelegter Brandsätze hinausging, bestand am 27. Februar 1969 in einem versuchten Brandbombenanschlag auf die Wagenkolonne des amerikanischen Präsidenten Richard Nixon, der Berlin an diesem Wintertag einen Kurzbesuch abstattete. Trotzdem war dieser Anschlag angeblich nur als „Fanal“ gedacht, Ziel war es demnach, „Herrn Nixon mal einen kurzen Schrecken einzujagen“. Um keine Passanten direkt zu gefährden, deponierten von Rauch und Baumann den Brandsatz auf einem Baugerüst an der Berliner Außenstelle des Deutschen Patentamts in Berlin-Kreuzberg, dem Gebäude des ehemaligen Reichspatentamtes. Abgesehen davon, dass Nixons Autokorso gar nicht direkt an dieser Stelle vorbeifuhr (die Route führte über Blücher- und Urbanstraße und damit parallel zur Gitschiner Straße, wo das Patentamt lag), versagte die Bombe jedoch wegen eines gebrochenen Zündkabels. Baumann und von Rauch bauten sie daraufhin in der folgenden Nacht wieder ab und deponierten sie im Kühlschrank der Wielandkommune.
Der Sprengsatz, ein Natriumchlorat-Pattex-Gemisch mit einem Wecker als Zeitzünder, war den beiden ein oder zwei Tage vorher anlässlich eines Teach-Ins im Republikanischen Club in der Wielandstraße, einem Haupttreffpunkt der linken Szene in Berlin, in Vorbereitung auf den Präsidentenbesuch von Peter Urbach übergeben worden. Urbach war als vermeintlich hilfsbereiter Handwerker, der Installationen in der Kommune I und der Wielandkommune durchführte, mit Apo-Kreisen in Berührung gekommen, arbeitete aber in Wahrheit als Agent des Berliner Verfassungsschutzes. In dieser Frühphase
militanter Aktionen linker Gruppen stand Urbach von 1967 bis 1970 immer wieder bereitwillig als ein Hauptlieferant von Molotowcocktails, Brand- oder Sprengsätzen und Schusswaffen zur Verfügung.
Das hat seit seiner endgültigen Enttarnung als Spitzel nach der Verhaftung von Andreas Baader am 4. April 1970 Spekulationen befördert, Urbach sei ein Agent Provocateur gewesen, dessen Helferdienste bei Anschlägen und anderen kriminellen Aktionen mit Behörden abgestimmt oder sogar von diesen angeordnet worden waren. Baumann beispielsweise schrieb später in seinen Memoiren über die Nixon-Episode, der Verfassungsschutz habe den Haschrebellen „über Urbach die Bombe in die Hand gedrückt. Das haben wir in der Zeit gar nicht übersehen, da waren wir Handlanger einer ganz bestimmten Bullenstrategie.“ Der Historiker und Publizist Gerd Koenen meldet an dieser Stelle allerdings Widerspruch an. Auch er kritisiert zwar die Tatsache, dass Urbach später vom Berliner Verfassungsschutz außer Landes gebracht und mit einer neuen Identität ausgestattet wurde, als einen der „unglaublichsten Skandale des bundesrepublikanischen Staatswesens“. Gleichzeitig beklagt Koenen aber auch die bei Baumann manifest werdende Tendenz der frühen Stadtguerilleros, sich selbst „über diesen Super-Agenten einen Persilschein ausstellen“ zu wollen.

## Zerbrechen der Kommune
Möglicherweise durch einen Tipp von Urbach kam es eine Woche nach dem gescheiterten Anschlag beim Nixon-Besuch, am 5. März 1969, zu einer polizeilichen Durchsuchung der Wielandkommune, der Kommune I (K1) und anderer Wohnungen. Während die Bombe im Kühlschrank in der Wielandstraße unentdeckt blieb, wurde eine wahrscheinlich ebenfalls von Urbach stammende Brandbombe in der K1 aufgespürt. Daraufhin wurden alle Kommunemitglieder vorläufig festgenommen und schließlich Haftbefehle gegen Rainer Langhans und Dieter Kunzelmann mit der Begründung erlassen, einen „Bombenanschlag auf ein Verfassungsorgan“ geplant zu haben. Gemeint war damit die Bundesversammlung, die ein paar Stunden zuvor am gleichen 5. März 1969 im Palais am Berliner Funkturm zusammengetreten war, um den neuen Bundespräsidenten Gustav Heinemann (SPD) zu wählen. Kunzelmann behauptete später in seinen Memoiren, die Brandbombe sei von Urbach im Auftrag des Berliner Verfassungsschutzes in der K1 deponiert worden.
Die Verhaftung der beiden bekannten Kommunarden führte, auch durch eine geschickt lancierte Kampagne ihrer Freundinnen Uschi Obermaier und Ina Siepmann, zu erneuten (wenn auch bescheidenen) Protesten der APO mit gewalttätigen Demonstrationen und Anschlägen in Berlin. Allerdings kam es im Zusammenhang mit dem Fund der Brandbombe später überhaupt nicht zur Anklage gegen Langhans und Kunzelmann, vielleicht weil der Verfassungsschutz zu diesem Zeitpunkt nicht riskieren wollte, dass der wohlplatzierte Spitzel Urbach enttarnt würde. Nach einem Monat Haft wurden die K1-Mitglieder am 10. April 1969 jedenfalls überraschend wieder auf freien Fuß gesetzt. Trotzdem leitete die Affäre um die Brandbombe das Ende der Kommune I ein. Bereits in einem Brief an den befreundeten Rechtsanwalt Horst Mahler aus dem Gefängnis hatte Langhans sich am 8. März von der „politische(n) Geschichte mit dem Bürgerkriegsgetue“, wie Kunzelmann sie nun vertrat, distanziert. Er spekulierte, der Mitkommunarde sei aufgrund seiner „beschissenen, perspektivlosen Situation“ in der Kommune I vielleicht gar nicht so unglücklich, inhaftiert worden zu sein.
Die Interessen von Langhans selbst wandten sich in dieser Zeit immer stärker in eine hedonistische, auch spirituelle Richtung; an politischen Themen im engeren Sinne verlor er im Gegensatz zu Kunzelmann das Interesse. Einige Wochen nach der Haftentlassung kam es in der Kommune I dann zur endgültigen Konfrontation der beiden und ihrer unterschiedlichen „Programme“. Eine Rolle spielten dabei auch Kunzelmanns Experimente mit harten Drogen. Weil Langhans die Mehrheit der anderen Kommunarden auf seiner Seite hatte, endete der Streit mit dem Rauswurf von Kunzelmann. Nach Fritz Teufel war er damit das zweite Mitglied der K1, das vor die Tür gesetzt worden war.
Nach dem Rauswurf aus der Kommune I schlossen Dieter Kunzelmann und Ina Siepmann sich dem wachsenden Kreis von Haschisch-Konsumenten an, der, ohne eine feste Bleibe zu haben, nur noch zwischen den Kommunen in Wieland- und Nimrodstraße, zwischen anderen Wohnungen und verschiedenen Szenetreffs „umhergeisterte“. Nicht zufällig verpasste Kunzelmann der Gruppe bald ihren prägnanten Namen Zentralrat der umherschweifenden Haschrebellen, der die hochgestochenen Bezeichnungen mancher studentischer Politgruppen veralberte. Stichwortgeber war dabei auch das Traktat Über die Mentalität umherschweifender Rebellenhaufen, in dem Mao Zedong vor dem Hintergrund des Langen Marsches die Disziplinlosigkeit nichthierarchisch organisierter revolutionärer Banden angeprangert hatte. Was dem am Kaderprinzip orientierten Mao als Gräuel erschienen war, hatte für den Anarchisten Kunzelmann jedoch einen besonderen Reiz. Schnell wurden er und Georg von Rauch die tonangebenden Figuren der „Haschrebellen“".
Kunzelmann berichtet in seinen Memoiren, erst im Herbst 1969 hätten er und von Rauch mit den Tupamaros West-Berlin Pläne für die Schaffung einer „richtigen“ Stadtguerilla-Gruppe entwickelt. Wahrscheinlich wurden jedoch schon im Frühling/Frühsommer 1969 von den „Haschrebellen“ Aktionen diskutiert, die eindeutig in eine terroristische Richtung gingen. Sein Ex-Mitkommunarde Ulrich Enzensberger erinnert sich in diesem Zusammenhang an ein vages Vorhaben Kunzelmanns aus dieser Zeit, einen Berliner Staatsanwalt zu entführen und in einem zum „Volksgefängnis“ umfunktionierten Bauwagen festzuhalten.
Typisch waren solche Überlegungen für diese Phase jedoch nicht. Den Haschrebellen, die ihr Programm in der Untergrundzeitschrift Agit 883 und auf Flugblättern proklamierten, ging es vor allem noch um einen Protest gegen die Kriminalisierung und Strafverfolgung der Haschischkonsumenten in West-Berlin. Besonderen Ärger erregten dabei die wiederholten Polizeirazzien in den beliebten Szenetreffs der Haschrebellen wie Zodiac (Hallesches Ufer), Mr. Go (Yorckbrücken), Unergründliches Obdach für Reisende (Fasanenplatz), Teestube (Xantener Straße), Sun (Joachim-Friedrich-Straße) oder Park (Halensee). Allerdings streuten sie in ihre Aufrufe zum Widerstand gegen „das moderne Sklavenhaltersystem des Spätkapitalismus“, welches das Recht auf „eigene freie Entscheidung über Körper und Lebensform“ bedrohe, auch eindeutige Kampfparolen ein. So bezeichnete man sich in einem im Sommer 1969 verbreiteten Flugblatt selbstbewusst als „der militante Kern der Berliner Subkultur“, der „dem Polizei- und Dezernatsterror den aktiven Kampf angesagt“ habe und dabei unter anderem auch „Vergeltungsanschläge gegen die Polizei“ organisiere.